# Leo de Later
Leo de Later (Zierikzee, 23 april 1955) is een Nederlands presentator.
De Later studeerde journalistiek en politicologie en is meer dan 25 jaar werkzaam in de journalistiek. De Later begon zijn carrière op 28 september 1973 aan boord van de Norderney het zendschip van Radio Veronica als nieuwslezer. Op 26 juli 1974 om 12.00 uur las De Later voor het laatst het nieuws bij de zeezender Radio Veronica, dit omdat hij begon met een studie aan de School voor Journalistiek in Utrecht. Als verslaggever en presentator werkte hij later voor nieuwsrubrieken van RTL Nieuws, Wereldomroep, NOS en SBS. Het laatst was De Later te zien op de zender Het Gesprek en presenteerde hij eind 2009 kort elke vrijdagochtend KRO's Goedemorgen Nederland. Leo de Later geeft ook mediatrainingen en communicatieadviezen.